# Ambositra

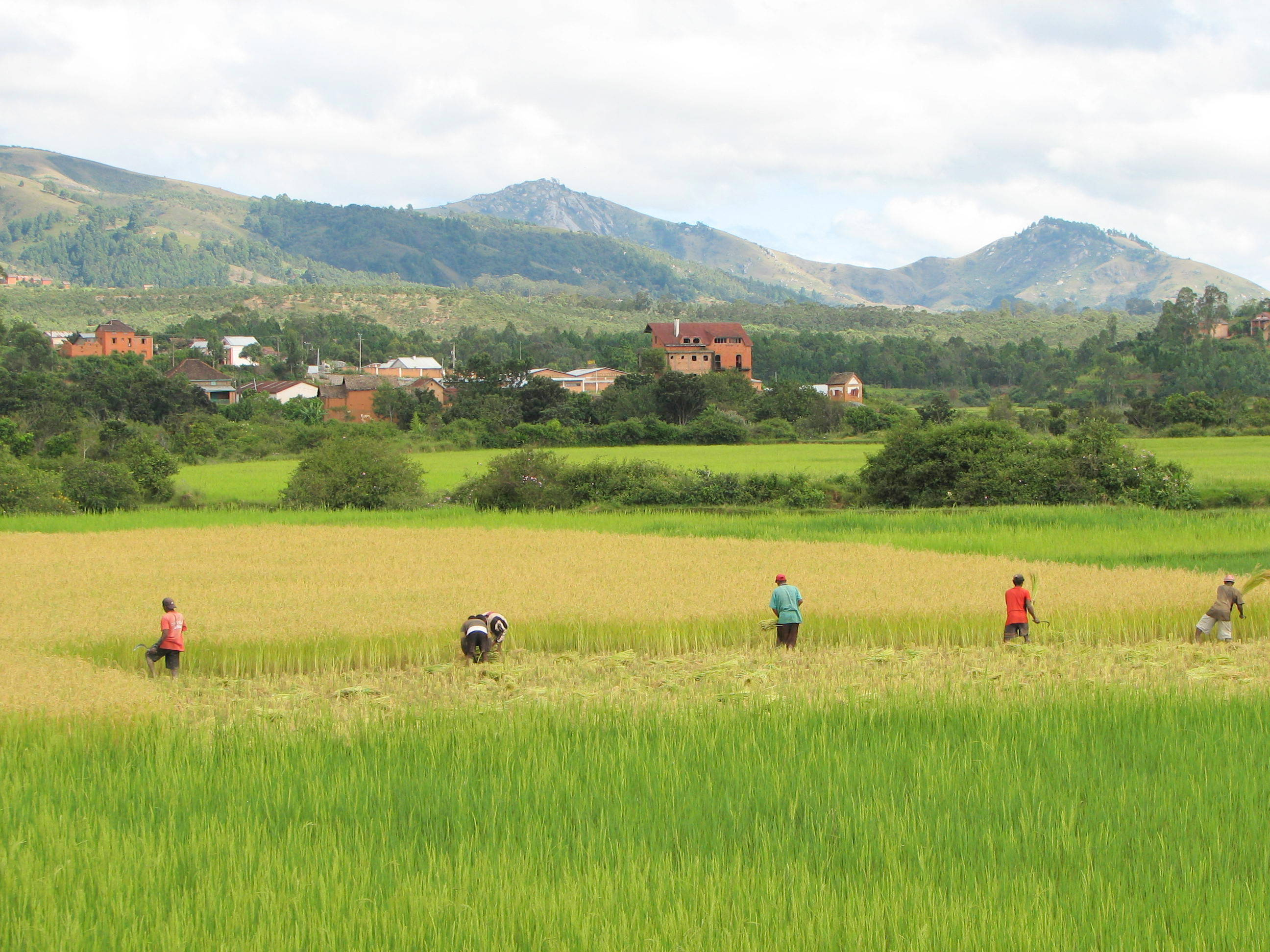
Wokół miasta rozciągają się pola ryżowe

Ambositra – miasto w środkowym Madagaskarze, stolica regionu Amoron’i Mania. Według spisu z 2018 roku z populacją ponad 41 tys. mieszkańców, jest 25. co do wielkości miastem w kraju. Zamieszkane przez ludność plemienia Zafimaniry słynącej z wyjątkowej obróbki drewna.